# Ectypia clio
Ectypia clio är en fjärilsart som beskrevs av Alpheus Spring Packard 1864. Ectypia clio ingår i släktet Ectypia och familjen björnspinnare. Inga underarter finns listade i Catalogue of Life.